# Conflito diplomático entre Espanha e Marrocos de 2007
O conflito diplomático entre Espanha e Marrocos de 2007 consistiu numa alteração das relações internacionais entre ambos países, de breve duração e de relativamente baixa intensidade, que se suscitou depois do anúncio da iminente visita oficial dos reis de Espanha a Ceuta e Melilla, cidades espanholas situadas em África e reivindicadas por Marrocos.
Iniciou-se de maneira formal no 2 de novembro de 2007 quando o Governo de Marrocos «chamou a consultas» a seu embaixador em Espanha, Omar Azziman, por um «período indeterminado, após muito altas instruções de Sua Majestade o Rei Mohamed VI», como consequência, segundo nota diplomática do Ministério de Assuntos Exteriores e Cooperação de Marrocos, de «o anúncio oficial na sexta-feira da lamentável visita de sua majestade o rei Juan Carlos I, nos dias 5 e 6 de novembro, às duas cidades ocupadas de Ceuta e Melilla», qualificando a visita de «iniciativa reprovável, quais quer que sejam os motivos e objectivos».
Depois de comunicar o telefonema de consulta do embaixador, o porta-voz do Governo marroquino manifestou: «a bola está no campo de Espanha e esperamos que este país tenha em consideração os sentimentos do povo marroquino e o interesse das relações bilaterais e de cooperação».
A visita real produziu-se nos dias previstos, registando-se uma afluência de dezenas de milhares de cidadãos, que aclamaram aos reis tanto em Ceuta como em Melilla. Durante esses dias continuaram as declarações contrárias à visita por parte das autoridades marroquinas. Neste sentido o primeiro-ministro de Marrocos, Abbas el Fassi, chegou a comparar a situação de ambas cidades com a ocupação israelita dos Territórios Palestinianos, e o próprio rei Mohamed VI qualificou a visita como um «acto nostálgico e de uma era sombria e superada». O governo espanhol, pouco antes da viagem, e depois de anunciar Marrocos sua oposição, declarou através da vice-presidenta do Governo, María Teresa Fernández da Vega, que a visita dos reis de Espanha era um acto de «normalidade institucional». Dias depois, a iniciativa de alguns colectivos de Marrocos, algumas centenas de pessoas levaram a cabo actos de protesto em Tetuão, bem como em frente ao limite fronteiriço com Ceuta e Melilla. Marrocos suspendeu também as visitas de alto nível de autoridades espanholas a seu país.
Finalmente, o ministro de Assuntos Exteriores de Espanha, Miguel Ángel Moratinos, visitou em Rabat o seu homólogo marroquino no dia 3 de janeiro de 2008, fazendo-lhe entrega de uma carta pessoal do presidente do Governo José Luis Rodríguez Zapatero ao monarca alauita, na esperança de estreitar as relações entre ambos países. Quatro dias depois, o Ministério de Assuntos Exteriores marroquino anunciou o regresso de seu embaixador a Madrid, dando-se assim por finalizado o conflito.